# Mushanokōji Saneatsu

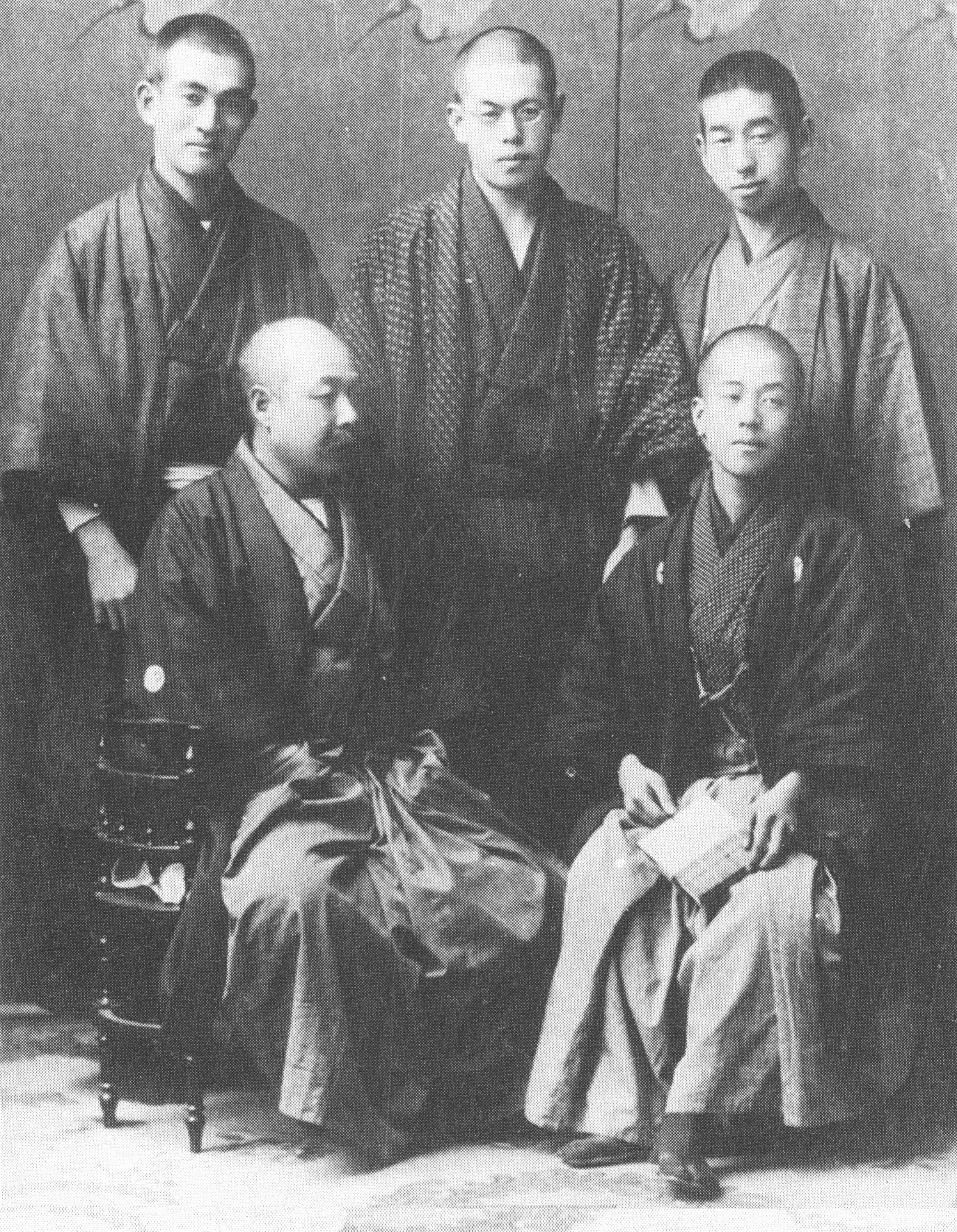
Saneatsu, hinten Mitte, 1909

Mushanokōji Saneatsu (japanisch 武者小路 実篤, auch: Musha (無車), Futōō (不倒翁), u. a.; * 12. Mai 1885 im Stadtteil Kōjimachi von Tokio; † 9. April 1976 in der Präfektur Tokio) war ein japanischer Schriftsteller und Maler.

## Leben

### Jugend und Familie
Die Familie Mushanokōji gehörte zum Hochadel. Saneatsus Vater Saneyo (1851–1887) wurde mit der Iwakura-Mission zum Studium ins Ausland geschickt. Ursprünglich für Russland vorgesehen, studierte er in Deutschland. Saneatsu lernte Deutsch und beherrschte es vollkommen. Sein Vater, ein Vizegraf (Shishaku), starb 36-jährig an Tuberkulose. Der damals 2-jährige Knabe war unter den drei Kindern von acht, die bis ins Erwachsenenalter überlebten. Als Jugendlicher war Saneatsu eher schwach und kränklich und war dadurch behindert bei den sportlichen Aktivitäten. Er kompensierte das dadurch, dass er ein geübter Redner wurde.
Sein älterer Bruder Mushanokōji Kintomo erbte den Adelstitel und war Botschafter Japans in Schweden 1929–33 und dann 1934–37 in Deutschland, wo er den Anti-Kominternpakt für Japan unterzeichnete.
Während seiner Studienzeit an der Gakushūin-Universität beschäftigte sich Mushanokōji unter dem Einfluss seines Onkels Kadenokōji Sukekoto (勘解由小路資承; 1860–1925) mit der Bibel und mit den Werken Leo Tolstois. 1906 machte er seinen Abschluss. Anschließend schrieb er sich an der Geisteswissenschaftlichen Fakultät der Kaiserlichen Universität Tokio ein, brach aber sein Studium bereits 1907 ab und brachte eine Gruppe literarisch Interessierter zusammen, zu denen Shiga Naoya, Kinoshita Rigen, Ōgimachi Kinkazu (正親町公和; 1881–1960) gehörten, die er „Gesellschaft des 14. Tages“ (十四日会, Jūyokkakai) nannte. Das war der Nukleus der Shirakaba-Gruppe, zu der Arishima Takeo und Satomi Ton gehörten. Mit ihnen gründete er 1910 das Literatur- und Kunstmagazin Shirakaba (白樺, „Die Birke“). In der Gruppe zirkulierte ein handgeschriebenes Magazin mit dem Namen Bōya (望野), etwa „Erträumtes Feld“. Seinen ersten Roman Kōya – „Wildnis“ – veröffentlichte er 1908. 1910 folgte mit Omedetaki hito – etwa „Ein gutmütiger Mensch“ – eins seiner wichtigsten Werke. Der Kreis um Saneatsu begeisterte sich nicht nur für Rodin und andere Franzosen, er entdeckte auch die Maler der Künstlerkolonie Worpswede und korrespondierte mit ihnen. Heinrich Vogeler wurde gebeten, ein Titelblatt für die Zeitschrift zu gestalten.

### Atarashiki Mura
Nach den Ideen Tolstois gründete er 1918 in Hyūga die landwirtschaftliche Kommune Atarashiki Mura (新しき村), der er bis 1928 angehörte und die bis heute existiert. In dieser Zeit schrieb er noch Beiträge für die Shirakaba, widmete sich vor allem dieser utopischen Siedlung, der Zeitschrift gleichen Namens und einer längeren Arbeit, Aru Otoko, die zuerst als Serie im Magazin Kaizō (改造) von 1921 bis 1923 publiziert wurde. In dieser Zeit von der Gründung der Atarashiki Mura bis zum großen Kantō-Erdbeben 1923 war Saneatsu besonders produktiv, publizierte 1920 die Novelle Yūjō und 1922 das Bühnenstück Ningen banzai (人間万歳). Auf Grund des Erdbebens stellte die Zeitschrift Shirakaba ihr Erscheinen ein, Mushanokōji gab jedoch weitere Magazine heraus, so Fuji (不二) mit Nagayo Yoshirō, Daichōwa (大調和), Dokuritsujin (独立人) und Jūkō (重光). Ab 1925 veröffentlichte er einige biographische Romane, so über Ninomiya Sontoku, einen Landwirt und Philosophen des 19. Jahrhunderts, und über Ihara Saikaku, einen Dichter des 17. Jahrhunderts. Daneben betätigte er sich ab 1929 erfolgreich als Maler – vor allem von Gemüsen – und Galerist. Während er in den frühen Jahren westlich orientiert malte, zeigt sein Spätwerk eine Hinwendung zum traditionellen japanischen Stil.
Auf Anregung seines älteren Bruders unternahm Mushanokōji 1936 eine Europareise. Nach dem Zweiten Weltkrieg geriet er wegen seiner Nähe zur japanischen Regierung in die Kritik und musste auf amerikanische Anweisung seinen Sitz im Oberhaus aufgeben. Er war aber bald wieder als Schriftsteller, Maler und Galerist aktiv, schrieb von 1949 bis 1950 an seiner Novelle Shinri Sensei – „Lehrer der Vernunft“.
1951 wurde Saneatsu mit dem japanischen Kulturorden ausgezeichnet und zum Ehrenbürger Tokios ernannt. Insgesamt veröffentlichte er zahlreiche Romane, Dramen, Gedichte und Essays.
Mushanokōjis Wohnhaus, in dem er die letzten 20 Jahre verbracht hatte, wurde als „Saneatsu-Park“ (実篤公園, Saneatsu Kōen) und als „Mushanokōji-Saneatsu-Gedächtnishaus der Stadt Chōfu“ (調布市武者小路実篤記念館, Chōfu-shi Mushanokōji Saneatsu Kinenkan) der Öffentlichkeit zugänglich gemacht. Das Hauptgebäude wurde 2017 als Kulturgut registriert.

## Werke (Auswahl)
- Kōya (荒野), Roman, 1908, Digitalisat bei der Nationalbibliothek
- Omedetaki Hito (お目出たき人), Roman, Digitalisat bei der Nationalbibliothek
- Seken shirazu (世間知らず), Roman
- Seichō (生長), Essay
- Yūjō (友情), Roman
- Kōfuku Mono (幸福者), Roman
- Aru Otoko (或る男), autobiographischer Roman
- Kohan no Gashō (湖畔の画商), Essay
- Bijutsuronshū (美術論集), Essay
- Shinri Sensei (真理先生), Roman
- Watakushi no Kaigara (私の貝殻), Roman
- Hitori no Otoko (一人の男), Roman

### Übersetzungen in westliche Sprachen
- Friendship; Trans. Ryūzō Matsumoto. Tōkyō 1958 (Hokuseido)
- New Plays from Japan; Trans. Yōzan Iwasaki und Glenn Hughes, 1923; New York 1930 (Appleton); enth.: A Family Affair.
- Love and Death; Trans. Saburo Yamamura; Tōkyō 1967 (Hokuseido)
- Akatsuki: Dawn; Trans. Takahide Kikuchi; Tōkyō 1972 (Information Publishing)
- The Man of the Flowers. Trans. Jun'ichi Natori; Tōkyō 1955 (Hokuseido)
- Two Fables of Japan Dramatized by Saneatsu Mushanokōji; Trans. Jun'ichi Natori; Tōkyō 1957 (Hokuseido), enth. “The Man of the Flowers” and “The Rabbit's Revenge.”
- Hidaka Noboru (Hrsg. und Übs.); The Passion by S. Mushanokōji and Three Other Japanese Plays; Honolulu 1933 (Oriental Literature Society); Westport 1971 Greenwood Press, [Darin: The Passion]; ISBN 0-8371-3130-8
- Nagai Rōka Long Corridor: The Selected Poetry of Mushanokōji Saneatsu. Übs. Robert Epp. Stanwood, Wash 1996 (Yakusha); ISBN 1-880276-70-4
- Ryōkan (1935/36). Übs.: Benl, Oscar; in: Flüchtiges Leben; Berlin 1942, S. 285–308; Hamburg 1948, S. 271–93
- Weitere dt. Übs.: Spann, Alexander, in: Das junge Japan; Vol. I, 1924/25, S. 9–18